# Christophe Pollock
Christophe Pascal Francis Pollock (Parigi, 19 febbraio 1954 – Villejuif, 9 maggio 2006) è stato un direttore della fotografia francese.

## Biografia
Ha lavorato per otto anni come secondo e poi come primo assistente operatore di William Lubtchansky, che aveva conosciuto mentre frequentava i corsi serali dell'École nationale supérieure Louis-Lumière. Esordisce poi come direttore della fotografia nei primi anni novanta, lavorando ad oltre quaranta film nel corso della sua carriera. Attivo nel cinema d'autore, ha collaborato più volte con Jean-Luc Godard (la fotografia del cui Éloge de l'amour è considerato uno dei massimi coronamenti della carriera di Pollock) e Jacques Doillon, ma anche con Jacques Rivette, Rithy Panh, Claude Miller e Anne Fontaine. È morto nel 2006, a 52 anni, di un male incurabile.
Era sposato con la regista e sceneggiatrice Julie Bertuccelli, con la quale ha avuto due figli, Emma e Darius. Ha diretto la fotografia del suo Da quando Otar è partito (2003). Sua moglie gli ha dedicato il film L'albero (2010), che avrebbe dovuto girare prima della morte.

## Filmografia

### Cinema
- Rapporti di classe (Klassenverhältnisse), regia di Jean-Marie Straub e Danièle Huillet (1984)
- Le Mensonge d'un clochard, regia di Radu Mihăileanu – cortometraggio (1989)
- Amoureuse, regia di Jacques Doillon (1992)
- Le Jeune Werther, regia di Jacques Doillon (1993)
- Les histoires d'amour finissent mal... en général, regia di Anne Fontaine (1993)
- Les enfants jouent à la Russie, regia di Jean-Luc Godard (1993)
- La Folie douce, regia di Frédéric Jardin (1994)
- Train de nuit, regia di Michel Piccoli – cortometraggio (1994)
- Rosine, regia di Christine Carrière (1994)
- Lothringen!, regia di Jean-Marie Straub e Danièle Huillet – cortometraggio (1994)
- Alto basso fragile (Haut bas fragile), regia di Jacques Rivette (1995)
- For Ever Mozart, regia di Jean-Luc Godard (1996)
- Nous sommes tous encore ici, regia di Anne-Marie Miéville (1997)
- Maria della Baia degli Angeli (Marie baie des anges), regia di Manuel Pradal (1997)
- Vive la République!, regia di Éric Rochant (1997)
- Trop (peu) d'amour, regia di Jacques Doillon (1998)
- Un soir après la guerre, regia di Rithy Panh (1998)
- Rien sur Robert, regia di Pascal Bonitzer (1999)
- Augustin, roi du kung-fu, regia di Anne Fontaine (1999)
- Aïe, regia di Sophie Fillières (2000)
- Le Roman de Lulu, regia di Pierre-Olivier Scotto (2001)
- Éloge de l'amour, regia di Jean-Luc Godard (2001)
- Betty Fisher e altre storie (Betty Fisher et autres histoires), regia di Claude Miller (2001)
- C'est le bouquet!, regia di Jeanne Labrune (2002)
- Elle est des nôtres, regia di Siegrid Alnoy (2003)
- Da quando Otar è partito (Depuis qu'Otar est parti...), regia di Julie Bertuccelli (2003)
- Marinai perduti (Les Marins perdus), regia di Claire Devers (2003)
- Vodka Lemon, regia di Hiner Saleem (2003)
- Cause toujours!, regia di Jeanne Labrune (2004)
- Travaux - Lavori in casa (Travaux, on sait quand ça commence...), regia di Brigitte Roüan (2005)
- Gentille, regia di Sophie Fillières (2005)
- J'ai vu tuer Ben Barka, regia di Serge Le Péron (2005)

### Televisione
- Germania nove zero (Allemagne 90 neuf zéro), regia di Jean-Luc Godard  – film TV (1991)
- Un homme à la mer, regia di Jacques Doillon – film TV (1993)
- Bonjour tristesse, regia di Peter Kassovitz – film TV (1995)
- Que la barque se brise, que la jonque s'entrouvre, regia di Rithy Panh – film TV (2001)

### Video musicali
- Gourmandises – Alizée (2001)